# 衛子夫
衛 子夫（えい しふ）は、前漢の武帝の皇后。子夫は字。諱は不明。母は婢であった衛媼（えいおん）。息子に劉拠（戾太子）。姉は衛君孺・衛少児（霍去病の母）、弟には大将軍となった衛青がいる。衛青の父親が下級官吏の鄭季（ていき）とされており、衛子夫の父親も鄭季とする説がある。

## 略歴
元は武帝の姉である平陽公主家の歌妓だった。武帝は平陽公主の家を訪問した時、歌妓の子夫に一目惚れし、更衣室で関係をもった。これをきっかけに、平陽公主は子夫を献上する。平陽公主は彼女の肩をたたいて「後宮に入ったらちゃんとご飯を食べて、もしある日高位に上ったら、今日の推薦のご恩を忘れないで」と言ったという。
しかし後宮に入ると、皇帝に召されたことは一度も無かった。1年後、武帝は余分な宮人を解放しようとした。子夫も泣きながら出宮を願い出た。武帝は彼女を哀れみ、再び関係をもち、妊娠した。武帝はまだ世継ぎがいなかったので、その妊娠を喜んだ。それから武帝の寵愛は深く、三人の皇女を相次いで出産した。前128年に待望の皇子である拠を産んだ後、夫人から皇后に昇格する。弟の衛青と甥の霍去病も重用される。当時の俚諺にこう言われた「男児が生まれたら喜ぶな。女児が生まれたら怒るな。衛子夫が天下を牛耳ることを見たか？」と。
しかしその後、武帝の寵愛は王夫人・李夫人・尹婕妤・趙婕妤に移った。親族であり重臣でもある衛青と霍去病も死去して有力な後援を失い。巫蠱の禍で罪に問われて自殺を強いられた上、皇后の位を廃された。
のち、曾孫である宣帝によって后位を回復され、思后の諡号を贈られた。皇后位ではなく后位の追贈は、武帝の配偶者ではなく宣帝の曾祖母として追贈を受けたことを示している。

## 登場作品
テレビドラマ
- 『漢武大帝』（2004年、中国、演：リン・ジン（中国語版））
- 『美人心計〜一人の妃と二人の皇帝〜』（2012年、中国、演：チャン・モン（中国語版））
- 『賢后 衛子夫（中国語版）』（2014年、中国、演：ワン・ルオダン（中国語版））